# Avenue Émile Zola (Schaerbeek)
Pour les articles homonymes, voir Avenue Émile Zola.
L'avenue Émile Zola  (en néerlandais : Émile Zolalaan) est une avenue bruxelloise de la commune de Schaerbeek.

## Situation
Elle va de la place Princesse Élisabeth (gare de Schaerbeek) au carrefour de l'avenue Émile Verhaeren et de l'avenue Albert Giraud en passant par la rue Iwan Gilkin.

## Origine du nom
Cette avenue porte le nom de l'écrivain français Émile Zola, né à Paris le 2 avril 1840 et décédé à Paris le 29 septembre 1902.